# Heinrich Obersteiner
Heinrich Obersteiner (ur. 13 listopada 1847 w Wiedniu, zm. 19 listopada 1922 tamże) – austriacki lekarz, neurolog i neuroanatom.

## Życiorys
Jego ojciec i dziadek byli wiedeńskimi lekarzami. W 1870 otrzymał tytuł doktora medycyny na Uniwersytecie w Wiedniu, po czym pracował w laboratorium Ernsta Wilhelma von Brückego. Habilitował się z anatomii i patologii układu nerwowego w 1873, w 1880 został profesorem nadzwyczajnym, a w 1898 profesorem tytularnym. 
Obersteiner był profesorem patologii i neuroanatomii na Uniwersytecie Wiedeńskim; ponadto, był dyrektorem zakładu dla chorych umysłowo w Oberdöbling pod Wiedniem. W 1882 roku w Wiedniu założył Instytut Neurologiczny, w którym kształciło się około 400 młodych lekarzy, w tym m.in. Richard Cassirer, Eugen Pollak, William Gibson Spiller, Otto Marburg czy Constantin von Economo. Jego podręcznik neurologii dwukrotnie był tłumaczony na angielski i rosyjski, a także na francuski i włoski.
Jest upamiętniony w eponimicznej nazwie linii Obersteinera-Redlicha (razem z Emilem Redlichem): jest to umowna granica między obwodowym a ośrodkowym układem nerwowym. Opisał rzadki objaw allochirii. Przedstawił pierwszy w piśmiennictwie niemieckim opis status epilepticus.

## Wybrane prace
- H Obersteiner, LS Lacabra: Der feinere Bau der Kleinhirnrinde bei Menschen und Tieren. Junge & Sohn 1881
- Der Hypnotismus. Klinische Zeit- und Streitfragen. Wien, 1887.
- Die progressive allgemeine Paralyse. Wien-Leipzig 1908.
- Anleitung beim Studium des baues der nervösen Centralorgane im gesunden und kranken Zustande. Leipzig-Wien, 1888
- Die Sinnestäuschungen. W: Handbuch der ärztlichen Sachverst. Tätigkeit, vol. 4, Stuttgart, 1910
- Ein porencephalisches Gehirn. Arbeiten aus dem Neurologischen Institute (1923)
- Makroskopische Untersuchung des Zentralnervensystems. W: Emil Abderhalden (red.) Handbuch der biologischen Arbeitsmethoden H. 8, T. 1; Berlin-Wien, Urban & Schwarzenberg, 1924.
- O Marburg, H Obersteiner: Mikroskopisch-topographischer Atlas des menschlichen Zentralnervensystems mit begleitendem Texte. F. Deuticke 1927